# آلکساندر میرزایان
آلکساندر میرزایان (روسی: Александр Завенович Мирзаян؛ زادهٔ ۲۰ ژوئیهٔ ۱۹۴۵) آهنگ‌ساز، شاعر، و ترانه‌سرا ارمنی‌تبار اهل روسیه است.

## زندگی‌نامه
وی در ۲۰ ژوئیهٔ ۱۹۴۵ در باکو به دنیا آمد و از دانشگاه دولتی فنی بائومن مسکو فارغ‌التحصیل شد. 